# Polaroid OneStep+
Die OneStep+ ist eine analoge Sofortbildkamera des niederländischen Herstellers Polaroid.

## Technische Merkmale
Die OneStep+ belichtet die Bilder auf dem klassischen Polaroid 600 Sofortbildfilm im Format 88 mm mal 108 mm (Bildgröße: 77 mal 79 mm). Jede dieser Filmkassetten enthält 8 Bilder und eine Einweg-Batterie. Die ebenfalls verwendbaren i-Type-Filme enthalten keine Batterie, da die neueren Polaroid-Kameras, wie auch die OneStep+ einen wiederaufladbaren Akku enthalten.  Die verbauten Linsen sind für einen fixen Fokus ausgelegt. Es kann aber zwischen zwei Brennweiten ausgewählt werden:
- 103 mm (Standard)
- 89 mm (Portrait)

Die Polaroid OneStep+ hat außerdem folgende Eigenschaften:
- Per Micro-USB wiederaufladbarer Li-Ion-Akku
- Eingebauter Blitz
- Belichtungszeit 1,6 - 1/400s (Programmgesteuert)

## Besonderheiten
Von anderen Sofortbild-Kameras unterscheidet sich die OneStep+ durch die Möglichkeit, die Belichtungs-Einstellungen über eine Bluetooth-LE-Verbindung per App vorzunehmen und zu erweitern. Ohne App ist nur eine automatische Belichtung möglich. Durch Verwendung der App sind zusätzlich Zeit- und Fernauslösung, Doppelbelichtungen und das manuelle Einstellen der Belichtung möglich.